# Kevin Gallacher
Kevin William Gallacher (Clydebank, 1966. november 23. –) skót válogatott labdarúgó. Pályafutása során skót és angol klubokban fordult meg.
A Skót labdarúgó-válogatott tagjaként részt vett az 1992-es labdarúgó-Európa-bajnokságon, az 1996-os labdarúgó-Európa-bajnokságon és az 1998-as labdarúgó-világbajnokságon.

## Statisztika

### Góljai a válogatottban
|   | Időpont             | Helyszín                  | Ellenfél         | Gólok | Eredmény | Kiírás |
| - | ------------------- | ------------------------- | ---------------- | ----- | -------- | ------ |
| 1 | 1993. május 19.     | Kadrioru Stadium, Tallinn | Észtország       | 1–0   | 3–0      | WCQG1  |
| 2 | 1993. október 13.   | Stadio Olimpico, Róma     | Olaszország      | 1–2   | 1–3      | WCQG1  |
| 3 | 1997. április 2.    | Celtic Park, Glasgow      | Ausztria         | 1–0   | 2–0      | WCQG4  |
| 4 | 1997. április 2.    | Celtic Park, Glasgow      | Ausztria         | 2–0   | 2–0      | WCQG4  |
| 5 | 1997. április 30.   | Ullevi Stadion, Göteborg  | Svédország       | 1–2   | 1–2      | WCQG4  |
| 6 | 1997. szeptember 7. | Pittodrie, Aberdeen       | Fehéroroszország | 1–0   | 4–1      | WCQG4  |
| 7 | 1997. szeptember 7. | Pittodrie, Aberdeen       | Fehéroroszország | 3–0   | 4–1      | WCQG4  |
| 8 | 1997. október 11.   | Celtic Park, Glasgow      | Lettország       | 1–0   | 2–0      | WCQG4  |
| 9 | 2000. október 11.   | Maksimir Stadion, Zágráb  | Horvátország     | 1–1   | 1–1      | WCQG6  |

## Sikerei, díjai
- Blackburn Rovers
  - Angol bajnok: 1994-95